# Co pohádka zatajila
Co pohádka zatajila je dětská opera (neboli „scénka pro dětský soubor herecký a baletní“) českého hudebního skladatele a spisovatele Ilji Hurníka na vlastní námět a libreto.
Skladatel napsal operu roku 1987 pro dětský sbor Permoník z Karviné, který ji hraje ve svém působišti i na českých a zahraničních zájezdech. Premiéru měla roku 1991. Je napsána pro dětská sóla a sbor a malý (devítičlenný) orchestr, trvá asi 25 minut. Základem je známý příběh z pohádky O veliké řepě.
Opera začíná příchodem dětí, které na poli sejí řepné semínko. Když odejdou, tancují na stejném místě polní myši (valčík Myši mají bál). Mezitím řepa vyroste a je obrovská. Lidé připochodují zpět na pole a diví se, jak velká řepa se urodila. Dědečkovi samotnému se ji nedaří vytáhnout, tak mu musí pomáhat, babička, vnučka, pejsek, kočička a nakonec i malá myška, a právě její příspěvek pomohl řepu vytáhnout. Myška je náležitě oslavována a zvěst o jejím slavném činu letí až do Prahy a do Brna.
Z této sláv však popadne myšku pýcha: ona je nejslavnější a nejsilnější ze všech, takže je spravedlivé, aby byla všem královnou. Všichni se ji na oko poddávají. Nejdříve jí nanosí tolik dobrot, až z nich myšku bolí bříško, pak ji nasadí na hlavu hrnec jakožto korunu, ale ten je těžký a tlačí. Myšce dochází, že s kralováním jsou jen samé potíže, a tak nakonec přichází k rozumu: „Raději být zas myškou prostou, co jí z nosíku fousky rostou.“ Všechny děti na jevišti uzavírají pohádku posláním pro obecenstvo.